# Open di Francia 2022 - Quad doppio
Andy Lapthorne e David Wagner erano i campioni in carica, ma sono stati sconfitti in semifinale da Heath Davidson e Ymanitu Silva.
Sam Schröder e Niels Vink hanno conquistato il titolo battendo in finale Davidson e Silva con il punteggio di 6-2, 6-2.

## Teste di serie
1.    Sam Schröder /  Niels Vink (campioni)
  2.    Andy Lapthorne /  David Wagner (semifinale)

## Tabellone

### Legenda
| - Q = Qualificato - WC = Wild card - LL = Lucky loser | - ALT = Alternate - SE = Special Exempt - PR = Protected Ranking | - w/o = Walkover - r = Ritirato - d = Squalificato |

|  | Semifinali | Semifinali                   | Semifinali | Semifinali | Semifinali |  |  | Finale | Finale                       | Finale                       | Finale | Finale |  |
|  |            |                              |            |            |            |  |  |        |                              |                              |        |        |  |
|  | 1          | Sam Schröder Niels Vink      | 6          | 6          | [10]       |  |  |        |                              |                              |        |        |  |
|  |            | Donald Ramphadi Koji Sugeno  | 7          | 1          | [7]        |  |  | 1      | Sam Schröder Niels Vink      | Sam Schröder Niels Vink      | 6      | 6      |  |
|  |            | Heath Davidson Ymanitu Silva | 1          | 6          | [10]       |  |  |        | Heath Davidson Ymanitu Silva | Heath Davidson Ymanitu Silva | 2      | 2      |  |
|  | 2          | Andy Lapthorne David Wagner  | 6          | 4          | [8]        |  |  |        |                              |                              |        |        |  |